# Liste des circonscriptions législatives de la Martinique
Le département français de la Martinique est, sous la Cinquième République, constitué de trois circonscriptions législatives de 1958 à 1986, puis de quatre circonscriptions depuis le redécoupage de 1986, ce nombre étant maintenu lors du redécoupage de 2010, entré en application à compter des élections législatives de 2012. Leurs limites ont été redéfinies à cette occasion.

## Présentation
Par ordonnance du 13 octobre 1958 relative à l'élection des députés à l'Assemblée nationale, le département de la Martinique est d'abord constitué de trois circonscriptions électorales. 
Lors des élections législatives de 1986 qui se sont déroulées selon un mode de scrutin proportionnel à un seul tour par listes départementales, le nombre de sièges de la Martinique a été porté de trois à quatre.
Le retour à un mode de scrutin uninominal majoritaire à deux tours en vue des élections législatives suivantes, a maintenu ce nombre de quatre sièges,, selon un nouveau découpage électoral.
Le redécoupage des circonscriptions législatives réalisé en 2010 et entrant en application à compter des élections législatives de juin 2012, n'a pas modifié le nombre des circonscriptions de la Martinique, mais en a redéfini les contours.

## Composition des circonscriptions

### Composition des circonscriptions de 1958 à 1986

Carte des circonscriptions de la Martinique de 1958 à 1986

À compter de 1958, le département de la Martinique comprend trois circonscriptions regroupant les communes suivantes :
- 1re circonscription : Ajoupa-Bouillon, Basse-Pointe, Bellefontaine, Carbet, Case-Pilote, Fonds-Saint-Denis, Grand'Rivière, Gros-Morne, Lorrain, Macouba, Marigot, Morne-Rouge, Morne-Vert, Prêcheur, Saint-Pierre, Sainte-Marie, Schœlcher, La Trinité.
- 2e circonscription : Fort-de-France, Lamentin, Saint-Joseph
- 3e circonscription : Les Anses-d'Arlet, Diamant, Ducos, François, Marin, Rivière-Pilote, Rivière-Salée, Robert, Saint-Esprit, Sainte-Anne, Sainte-Luce, Trois-Îlets, Vauclin.

### Composition des circonscriptions de 1988 à 2012

Carte des circonscriptions de la Martinique de 1986 à 2012

À compter du découpage de 1986, le département de la Martinique comprend quatre circonscriptions regroupant les cantons suivants :
- 1re circonscription : L'Ajoupa-Bouillon, Basse-Pointe, Macouba, Gros-Morne, Le Lorrain, Le Marigot, Saint-Joseph, Sainte-Marie-I, Sainte-Marie-II, La Trinité.
- 2e circonscription : Case-Pilote, Le Carbet, Fort-de-France-I, Fort-de-France-II, Fort-de-France-III, Fort-de-France-IX, Fort-de-France-X, Le Morne-Rouge, Le Prêcheur, Saint-Pierre, Schœlcher-I, Schœlcher-II.
- 3e circonscription : Fort-de-France-IV, Fort-de-France-V, Fort-de-France-VI, Fort-de-France-VII, Fort-de-France-VIII, Le Lamentin-I, Le Lamentin-II, Le Lamentin-III.
- 4e circonscription : Les Anses-d'Arlet, Le Diamant, Ducos, Le François-I, Le François-II, Le Marin, Rivière-Pilote, Rivière-Salée, Le Robert-I, Le Robert-II, Saint-Esprit, Sainte-Anne, Sainte-Luce, Les Trois-Îlets, Le Vauclin.

### Composition des circonscriptions à compter de 2012

Circonscriptions électorales de Martinique depuis 2012.

Depuis le nouveau découpage électoral, le département comprend quatre circonscriptions regroupant les cantons suivants :
- 1re circonscription : Le François-I, Le François-II, Gros-Morne, Le Lamentin-I, Le Lamentin-II, Le Lamentin-III, Le Robert-I, LeRobert-II, La Trinité
- 2e circonscription : L'Ajoupa-Bouillon, Basse-Pointe, Case-Pilote, Le Carbet, Le Lorrain, Macouba, Le Marigot, Le Morne-Rouge, Le Prêcheur, Grand-Rivière, Morne Vert, Bellefontaine, Saint-Pierre, Saint-Joseph, Schœlcher-I, Schœlcher-II, Sainte-Marie-I, Sainte-Marie-II
- 3e circonscription : Fort-de-France-I, Fort-de-France-II, Fort-de-France-III, Fort-de-France-IV, Fort-de-France-V, Fort-de-France-VI, Fort-de-France-VII, Fort-de-France-VIII, Fort-de-France-IX, Fort-de-France-X
- 4e circonscription : Les Anses-d'Arlet, Le Diamant, Ducos, Le Marin, Rivière-Pilote, Rivière-Salée, Saint-Esprit, Sainte-Anne, Sainte-Luce, Les Trois-Îlets, Le Vauclin